# ملكة جمال الكون (ألبوم)
MJK هو سادس ألبومات المطربة اللبنانية هيفاء وهبي صدر في عام 2012.

## عن الألبوم
هذا من أهم ألبومات هيفاء وهبي صدر عام 2012 ولاقى الالبوم نجاح باهر في العالم ولاقت اغاني الالبوم شهرة عالية واصبحوا في وقت قصير أشهر الاغاني وهذا الالبوم قد تصدّر المرتبة الأولى عبر الـ I Tunes في المسابقة العربية الأولى وهذا شيء مميز لألبوم عربي،

## الأغاني المصورة
- صورت الاغنية الشهيرة بكرا بفرجيك في مايو 2012 وكما كانت من أشهر اغاني الالبوم وحقق الكليب نجاحا باهرا وقد صور في إيطاليا تحت إدارة المخرج الإيطالي Giangi Magnoni.
- صورت أغنية الالبوم ملكة جمال الكون في اميركا بولاية نيويورك ولكن لم توافق شركة روتانا على عرض هذا الكليب فعرضته هيفا على قناتها الرسمية في أواخر عام 2012.
- صورت أغنية ازاي انساك تحت إدارة المخرجة انجي جمال بمدينة ابو ظبي ولاقت نجاح كبير مثل أغنية بكرا بفرجيك وكان اجواء الكليب مثالية فقد كان في الكليب مشاهد اكشن وقد نجحت الاغنية جدا وعرضت عام 2013.

## الاغاني
| #   | عنوان                                  | تأليف | تلحين | المدة |
| --- | -------------------------------------- | ----- | ----- | ----- |
| 1.  | "ازاي انساك" (باللهجة المصرية)         |       |       | 5:10  |
| 2.  | "بايظه" (باللهجة المصرية)              |       |       | 4:00  |
| 3.  | "بحب فيك حاجات" (باللهجة المصرية)      |       |       | 3:18  |
| 4.  | "بدي شوف بعينك حب" (باللهجة اللبنانية) |       |       | 4:37  |
| 5.  | "بكرا بفرجيك" (باللهجة اللبنانية)      |       |       | 4:10  |
| 6.  | "بقولك اي يا عم" (باللهجة المصرية)     |       |       | 3:15  |
| 7.  | "بهرب من عنيك" (باللهجة المصرية)       |       |       | 4:35  |
| 8.  | "حرامي قلوب" (باللهجة الخليجية)        |       |       | 3:45  |
| 9.  | "سمعني" (باللهجة اللبنانية)            |       |       | 4:10  |
| 10. | "عارف" (باللهجة المصرية)               |       |       | 4:17  |
| 11. | "كنت هقولك ايه" (باللهجة المصرية)      |       |       | 4:00  |
| 12. | "كوبا" (باللهجة المصرية)               |       |       | 3:52  |
| 13. | "ملكة جمال الكون" (باللهجة المصرية)    |       |       | 3:54  |
| 14. | "يلا مع بعض" (باللهجة المصرية)         |       |       | 4:06  |

## الفيديو كليب
- بكرا بفرجيك (2012)
- ملكة جمال الكون (2012)
- ازاي انساك (2013)